# Jens Smørum
Jens Laurits Oluf Sørensen Smørum (* 3. Februar 1891 in Smørum; † 18. Dezember 1976 in Ballerup) war ein dänischer Politiker der Sozialdemokraten (Socialdemokraterne), der unter anderem von 1929 bis 1939, zwischen 1941 und 1945 sowie von 1950 bis 1957 Mitglied des Parlaments (Folketing) war. Er fungierte von 1947 bis 1950 als Innenminister sowie zwischen 1953 und 1957 als Landwirtschaftsminister.

## Leben
Jens Laurits Oluf Sørensen Smørum, Sohn des Landpostboten Hans Sørensen, war nach dem Schulbesuch zwischen 1906 und 1908 als Seemann und Fischer sowie im Anschluss von 1908 bis 1916 als Landarbeiter tätig. In dieser Zeit besuchte er zwischen 1910 und 1911 die Kerteminde Højskole sowie von 1911 bis 1912 die Bauernschule (Husmandsskolen ) in Odense und wurde nach einer Ausbildung in der Landwirtschaft zwischen 1917 und 1931 Besitzer eines Bauernhofs in Smørum. Während dieser begann er sein politisches Engagement für die Sozialdemokraten (Socialdemokraterne) in der Kommunalpolitik und war von 1917 bis 1931 Mitglied des Gemeinderates der Ledøje-Smørum Kommune. Daneben engagierte er sich 1919 als Vorsitzender der Landarbeitergewerkschaft im Københavns Amt sowie zwischen 1920 und 1931 als Vorsitzender der Häuslervereinigung (Husmandsforening ) der Ledøje-Smørum Kommune. Ferner war er von 1924 bis 1927 Mitglied des Hauptvorstandes der Landarbeitergewerkschaft (Landarbejderforbundet).
Am 24. April 1929 wurde er für die Sozialdemokraten erstmals Mitglied des Parlaments (Folketing) und vertrat in diesem bis zum 2. April 1939 den Wahlkreis Københavns Amtskreds. Während dieser Zeit war er außerdem zwischen 1931 und 1946 Mitglied des Zollrates (Toldrådet) und von 1933 bis 1943 Mitglied des Gemeinderates der Ballerup-Maaløv Kommune, deren Vorsitzender er zwischen 1935 und 1942 war. Des Weiteren war er zwischen 1933 und 1947 erstmals Mitglied des Staatlichen Ausschusses für Landrecht (Statens Jordlovsudvalg), von 1937 bis 1948 Mitglied des Aufsichtsrates der Seeländischen Landwirtschaftssparkasse (Den sjællandske Bondestands Sparekasse) sowie zwischen 1939 und 1947 erstmals stellvertretender Vorsitzender des Verbandes der Agrarexperten. Am 26. Januar 1941 wurde er für die Socialdemokraterne abermals Mitglied des Parlaments und vertrat dort bis zum 2. April 1943 erst wieder den Wahlkreis Københavns Amtskreds und im Anschluss zwischen dem 3. April 1943 und dem 29. Oktober 1947 den Wahlkreis Holbæk Amtskreds.
Nach dem Ende der deutschen Besetzung Dänemarks im Zweiten Weltkrieg wurde Smørum nach seinem Ausscheiden aus dem Parlament am 23. November 1947 Innenminister (Indenrigsminister) in der Regierung Hedtoft I und bekleidete dieses bis zum 30. Oktober 1950. Er war zugleich 1947 Mitglied der Steuerrechtskommission und 1948 Mitglied der Verfassungskommission. Er wurde am 5. September 1950 wieder Mitglied des Parlaments, dem er nunmehr bis zum 14. Mai 1957 als Vertreter des Wahlkreises Ringkøbing Amtskreds angehörte. Während dieser Zeit war er von 1950 bis 1953 sowohl wieder stellvertretender Vorsitzender des Verbandes der Agrarexperten als auch erneut Mitglied des Staatlichen Ausschusses für Landrecht. Des Weiteren war er zwischen 1951 und 1953 Mitglied des Finanzausschusses des Parlaments sowie noch einmal Mitglied des Aufsichtsrates der Seeländischen Landwirtschaftssparkasse. Des Weiteren fungierte er als Mitglied der für 1953 gemäß dem Gesetz vom 7. Juni 1952 über die Nutzung und Überführung bestimmter landwirtschaftlicher Grundstücke in die Eigentümerverantwortung eingerichteten Beschwerdekammer.
Zuletzt wurde Jens Smørum am 30. September 1953 in der Regierung Hedtoft II Landwirtschaftsminister (Landbrugsminister). Nach dem Tode von Ministerpräsident Hans Hedtoft am 29. Januar 1955 bekleidete er das Amt vom 29. Januar 1955 bis zum 28. Mai 1957 auch in der Regierung Hansen I.